# ازملک زبر
ازملک زبر (نام علمی: Smilax aspera) نام یک گونه از سرده ازملک است.

## نگارخانه

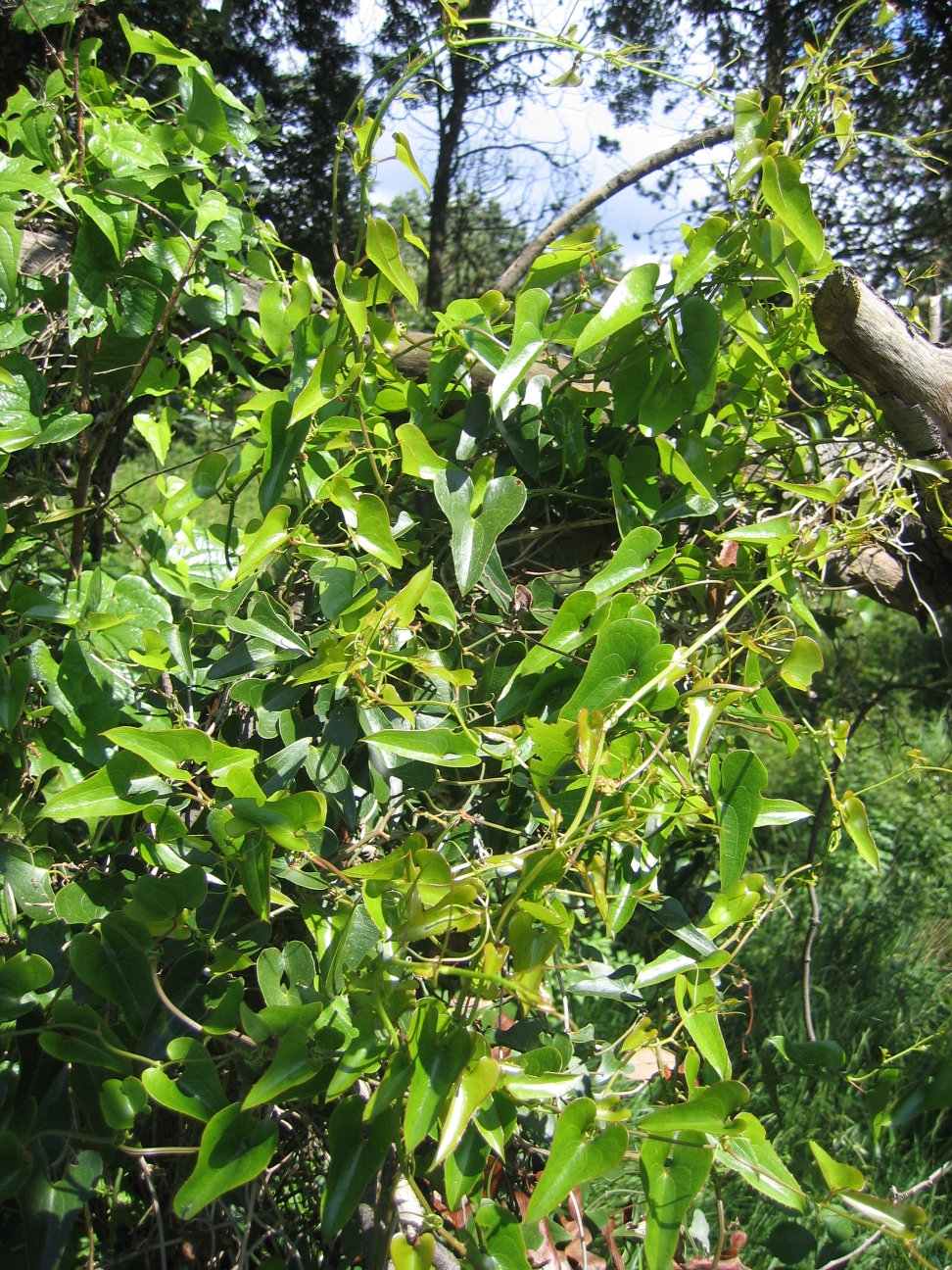
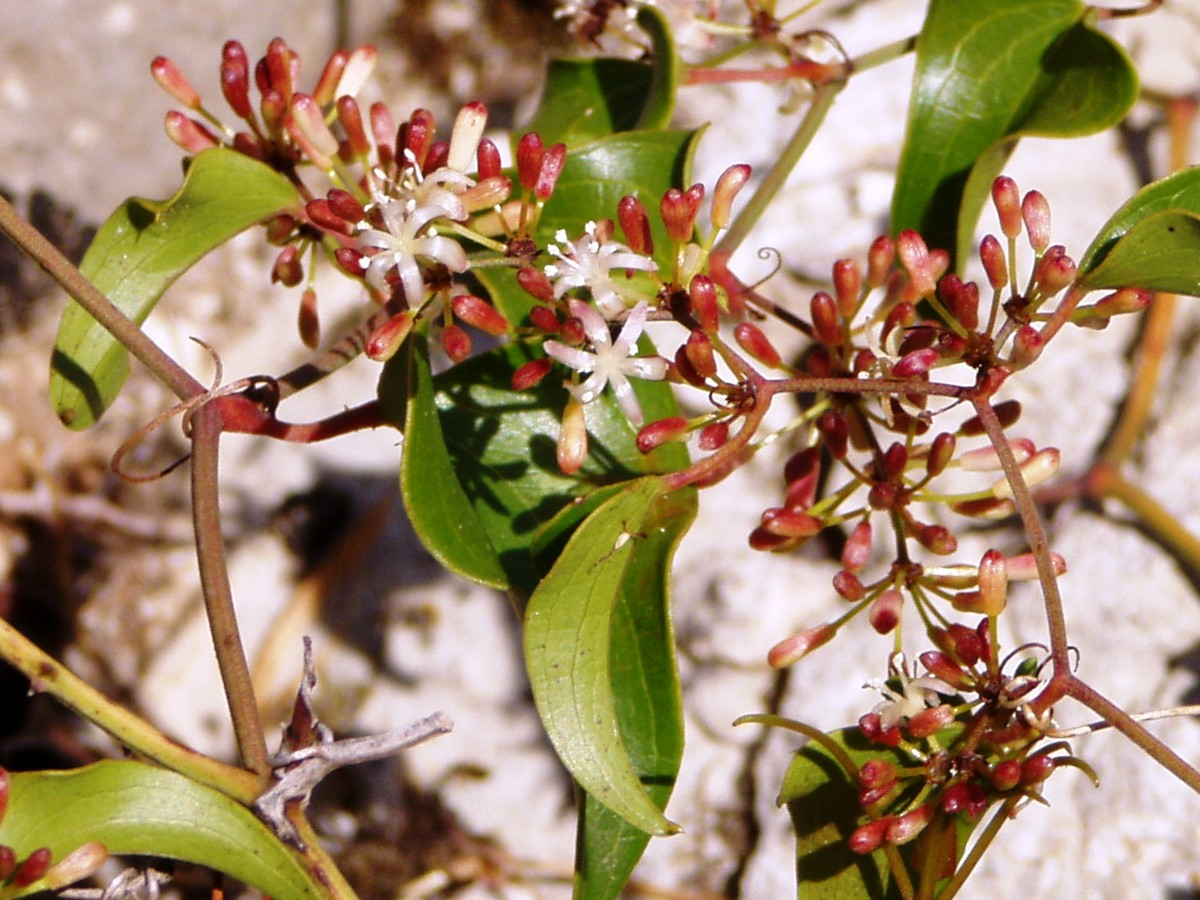
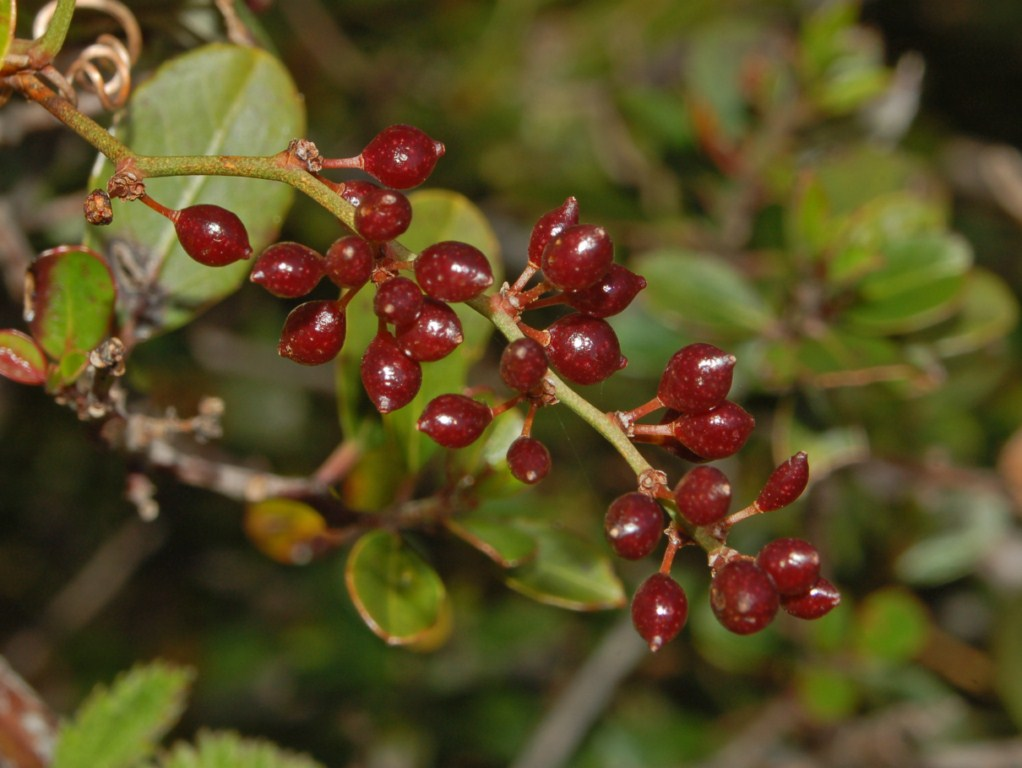
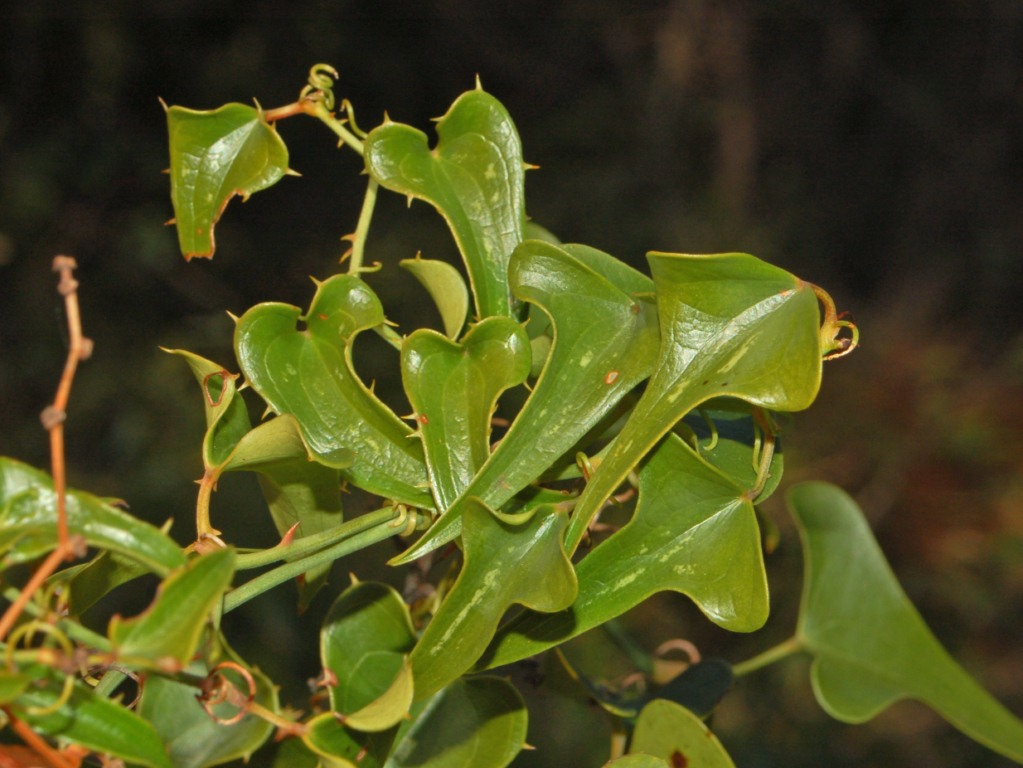
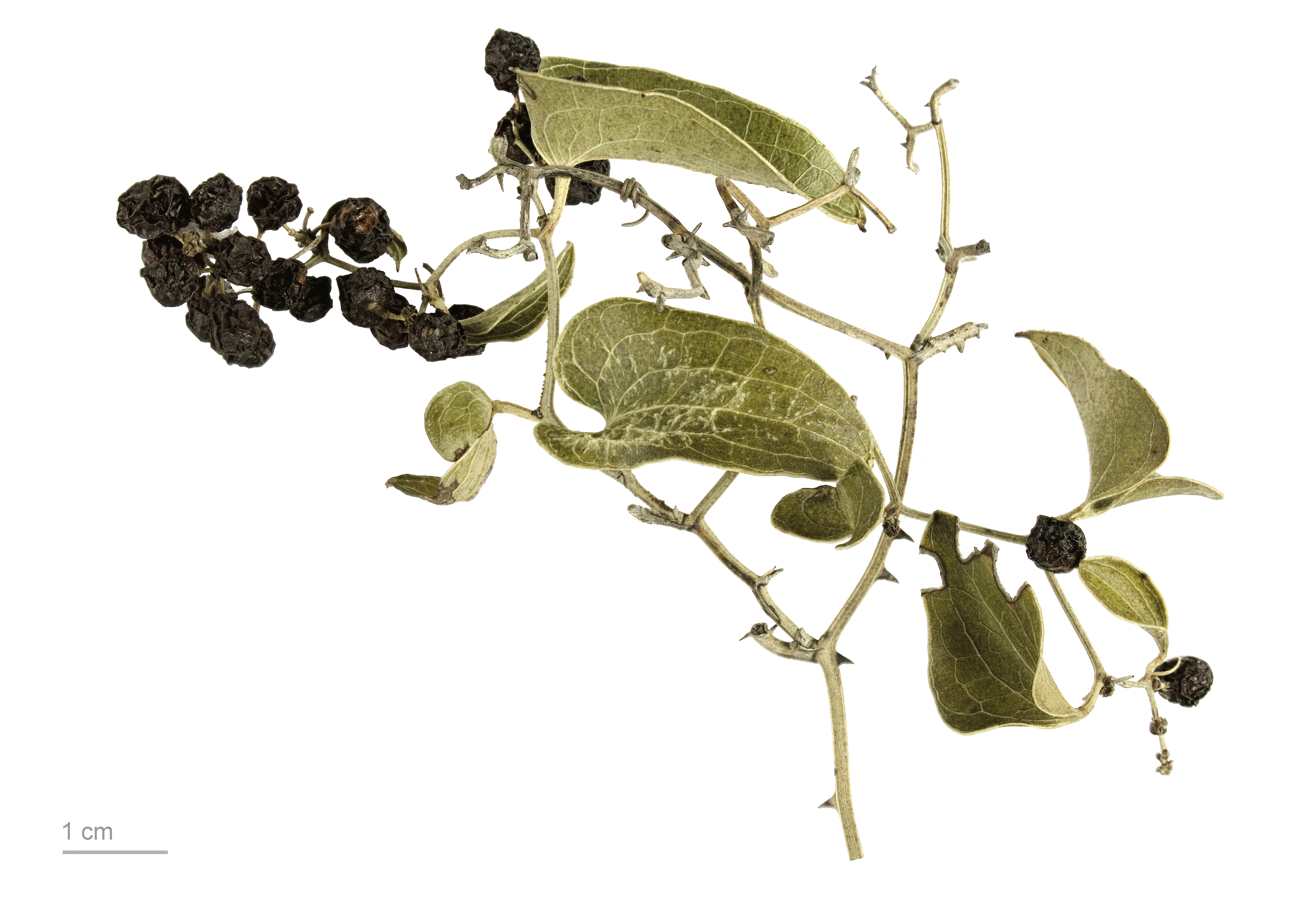